# Cantone di Causse et Bouriane
Il Cantone di Causse et Bouriane è una divisione amministrativa dell'Arrondissement di Cahors e dell'Arrondissement di Gourdon.
È stato costituito a seguito della riforma approvata con decreto del 13 febbraio 2014, che ha avuto attuazione dopo le elezioni dipartimentali del 2015.

## Composizione
Comprende i 32 comuni di:
- Beaumat
- Boissières
- Calamane
- Catus
- Concorès
- Crayssac
- Espère
- Francoulès
- Frayssinet
- Gigouzac
- Ginouillac
- Labastide-du-Vert
- Lamothe-Cassel
- Maxou
- Mechmont
- Montamel
- Montfaucon
- Montgesty
- Nuzéjouls
- Peyrilles
- Pontcirq
- Saint-Chamarand
- Saint-Denis-Catus
- Saint-Germain-du-Bel-Air
- Saint-Médard
- Saint-Pierre-Lafeuille
- Séniergues
- Soucirac
- Thédirac
- Ussel
- Uzech
- Vaillac